# Exoasota
Exoasota is een geslacht van vlinders van de familie van de grasmotten (Crambidae), uit de onderfamilie van de Spilomelinae. De wetenschappelijke naam voor dit geslacht is voor het eerst gepubliceerd in 2020 door Jae-Ho Ko en Yang-Seop Bae. 
Dit geslacht is monotypisch, dat wil zeggen dat het maar één soort heeft namelijk Exoasota pursatensis Ko & Bae, 2020 uit Indochina.